# Ciutat Vella de Dubrovnik

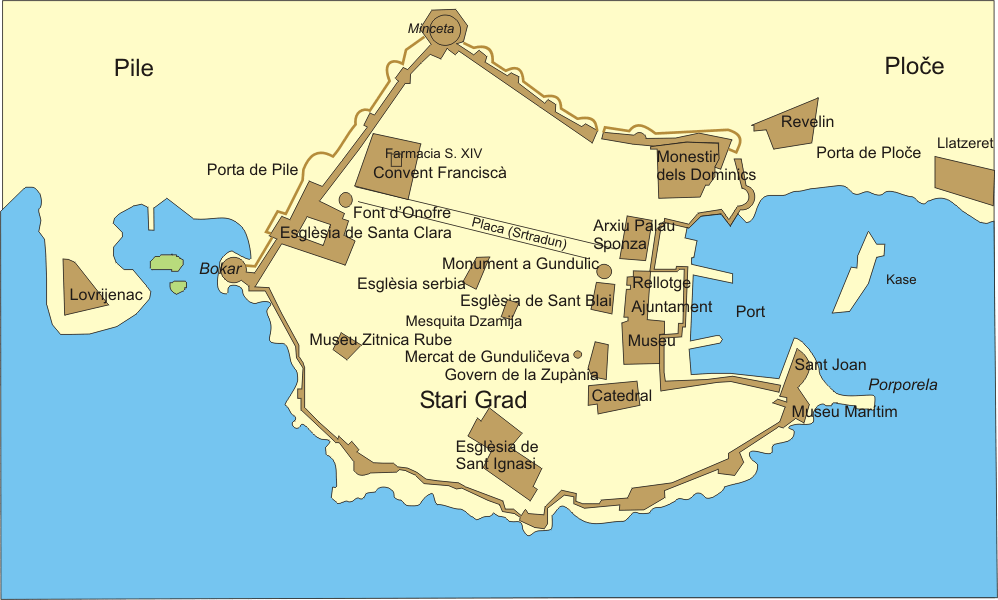
Plànol de la Ciutat Vella de Dubrovnik, amb les muralles i edificis singulars

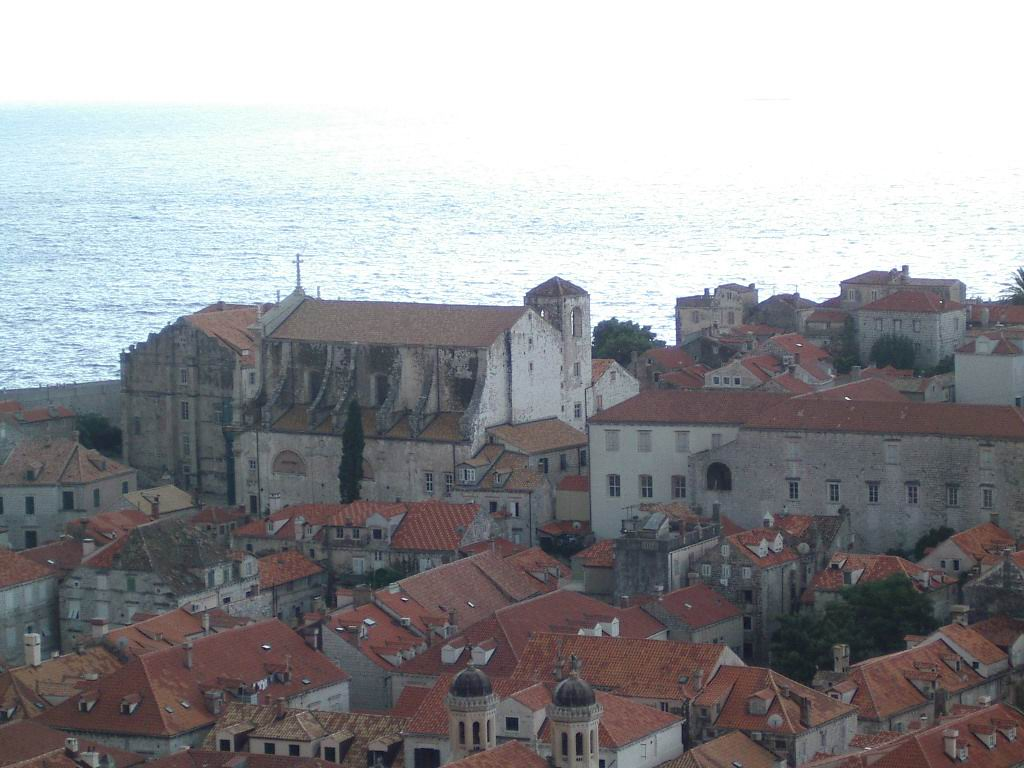
Les teulades de la Ciutat Vella, vistes des de les muralles, amb l'església dels Jesuïtes

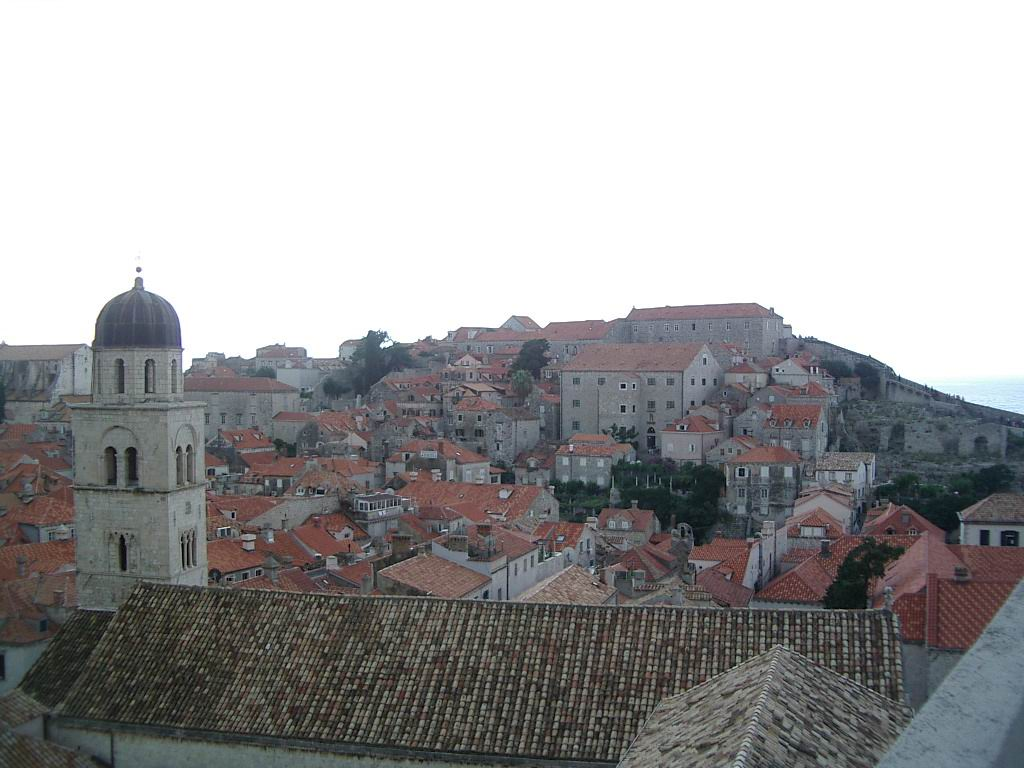
Vista des de les muralles, amb el convent franciscà en primer terme

La Ciutat Vella de Dubrovnik (en croat: Stari Grad, o simplement Grad, 'la ciutat') és la part més antiga d'aquesta ciutat croata, declarada Patrimoni de la Humanitat per la UNESCO, i allí on es concentren gairebé tots els edificis singulars:
- Placa o Stradun (el carrer Gran)
- la catedral de l'Assumpció
- el convent dominic
- el convent franciscà
- la torre del rellotge
- el palau Sponza
- el Museu de Dubrovnik i el Museu Etnogràfic de Žitnica Rupe
- la seu del Govern de la zupània de Dubrovnik-Neretva
- el mercat (plaça Gundulićeva)
- Sant Blai
- la fortalesa de Lovrijenac
- les muralles
- la torre Minčeta
- Sveti Ivan (Sant Joan)
- la font d'Onofrio
- les portes de Pile i Ploče
- el port vell
- el Museu Marítim
- la fortalesa de Revelin
- l'ajuntament
- el convent de Santa Clara
- el llatzeret
- la duana
- la mesquita
- el monument al poeta Ivan Gundulić (Giovanni Gondola), nascut a la ciutat

La Ciutat Vella està rodejada per les imponents muralles de Dubrovnik. Alguns carrers tenen el terra de marbre. A la part més allunyada de la costa, els carrers són molt estrets i amb forta pujada.
El nucli central és la Placa (de l'italià Piazza) o Stradun (de Stradone, 'carrer gran'), on hi ha els comerços per al turisme. A l'esquerra, té una petita cala flanquejada per la fortalesa de Lovrijenac, i a la dreta té el port. S'hi accedeix des Pile (a l'oest) per l'anomenada porta de Pile, i des de Ploče (a l'est) per la porta de Ploče. Al nord es veu la muntanya de Sergi (Srđ).